# بریتنی بورمن
بریتنی بورمن (انگلیسی: Brittany Borman؛ زادهٔ ۱ ژوئیهٔ ۱۹۸۹) ورزشکار دو و میدانی اهل ایالات متحده آمریکا است. او از ورزشکاران دو و میدانی در المپیک تابستانی ۲۰۱۲ و ۲۰۱۶ بوده است.